# 十洲記
《海內十洲記》，又稱《十洲記》、《十洲三島記》，古代志怪小説集。一卷。舊本題漢東方朔撰。
《海内十洲记》記載漢武帝從西王母聽聞八方巨海之中有祖洲、瀛洲、玄洲、炎洲、長洲、元洲、流洲、生洲、鳳麟洲、聚窟洲等十洲。於是漢武帝召见东方朔问十洲的异物，明顯模仿《山海经》，但重點放在神仙故事。一般认为《十洲记》系后人假托。鲁迅认为该书是“方士窃虑失志，藉以震眩流俗，且自解嘲之作而已。”漢代緯書《龍魚河圖》等已出現十洲中之流洲、玄洲等洲名。此書應是漢代的作品，可能撰成於漢末或魏初。李剑国认为成书于东汉末造，“最晚亦不可能出自魏后。” 歷代文人多徵引此書，東晉葛洪《元始上真眾仙記》即引用此書中的“扶桑大帝住在碧海之中，宅地四面，並方三萬里，上有太真宮。”《海内十洲记》现存宋版可分为《云笈七签》、《正统道藏》与《续谈助》三類。明代版本繁多，顧元慶辑《阳山顾氏文房小说》，录《海内十洲记》，始有十洲簡目，比较完善，内容与《道藏》本幾同，為後來的眾多版本所借鏡，影響最大。清代版本多继承自明代版本。清初四库本《十洲记》則承袭《古今逸史》本。